# Saison 1947-1948 de la LAH
Saison précédente Saison suivante
La saison 1947-1948 de la Ligue américaine de hockey est la douzième saison de la ligue. Onze équipes réparties en deux divisions jouent chacune 68 matchs. Les Barons de Cleveland remportent leur 4e coupe Calder.
Pour la première fois depuis la création de la ligue en 1936, de nouveaux trophées sont créés. Au nombre de quatre, ils viennent en complément des deux trophées collectifs existants afin de mettre en exergue des qualités individuelles.

## Contexte
Les Lions de Washington renaissent et prennent place dans la division Est.
Quatre trophées individuels sont créés : le trophée Les-Cunningham remis au meilleur joueur de la ligue (aussi appelé joueur le plus utile) ; le Trophée Wally Kilrea pour le meilleur pointeur de la ligue (joueur ayant récolté le plus de points) ; le trophée Dudley-« Red »-Garrett récompensant le meilleur joueur débutant de la ligue (aussi appelé meilleure recrue) et le trophée Harry-« Hap »-Holmes destiné au gardien avec la plus petite moyenne de buts alloués (ayant joué au moins 50 % des matchs de son équipe).

## Saison régulière

### Classement
| Clt   | Équipe                  | PJ | V  | D  | N  | BP  | BC  | Pts |
| ----- | ----------------------- | -- | -- | -- | -- | --- | --- | --- |
| +001, | Reds de Providence      | 68 | 41 | 23 | 4  | 342 | 277 | 86  |
| +002, | Ramblers de New Haven   | 68 | 31 | 30 | 7  | 254 | 242 | 69  |
| +003, | Bears de Hershey        | 68 | 25 | 30 | 13 | 240 | 273 | 63  |
| +004, | Rockets de Philadelphie | 68 | 22 | 41 | 5  | 260 | 331 | 49  |
| +005, | Indians de Springfield  | 68 | 19 | 42 | 7  | 237 | 308 | 45  |
| +006, | Lions de Washington     | 68 | 17 | 45 | 6  | 241 | 369 | 40  |

| Clt   | Équipe                  | PJ | V  | D  | N  | BP  | BC  | Pts |
| ----- | ----------------------- | -- | -- | -- | -- | --- | --- | --- |
| +001, | Barons de Cleveland     | 68 | 43 | 13 | 12 | 332 | 197 | 98  |
| +002, | Hornets de Pittsburgh   | 68 | 38 | 18 | 12 | 238 | 170 | 88  |
| +003, | Bisons de Buffalo       | 68 | 41 | 23 | 4  | 277 | 238 | 86  |
| +004, | Capitals d'Indianapolis | 68 | 32 | 30 | 6  | 293 | 260 | 70  |
| +005, | Flyers de Saint-Louis   | 68 | 22 | 36 | 10 | 242 | 291 | 54  |

- En gras, qualifié pour les séries

### Meilleurs pointeurs
| Joueur          | Équipe                  | PJ | B  | A  | Pts | Pun |
| --------------- | ----------------------- | -- | -- | -- | --- | --- |
| Carl Liscombe   | Reds de Providence      | 68 | 50 | 68 | 118 | 10  |
| Cliff Simpson   | Capitals d'Indianapolis | 68 | 48 | 62 | 110 | 31  |
| Harvey Fraser   | Reds de Providence      | 64 | 45 | 52 | 97  | 12  |
| John Chad       | Reds de Providence      | 67 | 41 | 53 | 94  | 8   |
| Paul Courteau   | Indians de Springfield  | 68 | 28 | 64 | 92  | 36  |
| Wally Stefaniw  | Rockets de Philadelphie | 67 | 15 | 72 | 87  | 22  |
| Johnny Holota   | Barons de Cleveland     | 68 | 48 | 38 | 86  | 11  |
| Johnny Mahaffey | Rockets de Philadelphie | 60 | 26 | 57 | 83  | 6   |
| Chuck Scherza   | Reds de Providence      | 68 | 18 | 65 | 83  | 72  |
| Eldred Kobussen | Indians de Springfield  | 67 | 40 | 42 | 82  | 24  |

## Séries éliminatoires
Les trois premiers de chaque division sont qualifiés. Les matchs des séries sont organisés ainsi :
- Les vainqueurs de chaque division s'affrontent au meilleur des sept matchs, le vainqueur accède directement à la finale.
- Les deuxièmes de chaque division s'affrontent au meilleur des trois matchs, les troisièmes font de même. Les vainqueurs s'affrontent au meilleur des trois matchs. Le vainqueur accède à la finale.
- La finale se joue au meilleur des sept matchs[2].

### Tableau
|  | Tour préliminaire | Tour préliminaire | Tour préliminaire | Tour préliminaire |           |           | Demi-finales | Demi-finales | Demi-finales | Demi-finales |  |  | Finale | Finale | Finale | Finale |
|  |                   |                   |                   |                   |           |           |              |              |              |              |  |  |        |        |        |        |
|  |                   |                   |                   |                   |           |           |              |              |              |              |  |  |        |        |        |        |
|  |                   |                   |                   |                   |           |           |              |              |              |              |  |  |        |        |        |        |
|  | Providence        | Providence        | 1                 | 1                 |           |           |              |              |              |              |  |  |        |        |        |        |
|  | Providence        | Providence        | 1                 | 1                 |           |           |              |              |              |              |  |  |        |        |        |        |
|  | Cleveland         | Cleveland         | 4                 | 4                 |           |           |              |              |              |              |  |  |        |        |        |        |
|  | Cleveland         | Cleveland         | 4                 | 4                 | Cleveland |           |              |              |              |              |  |  |        |        |        |        |
|  |                   |                   |                   |                   |           |           |              |              |              |              |  |  |        |        |        |        |
|  |                   |                   | Laissez-passer    |                   |           |           |              |              |              |              |  |  |        |        |        |        |
|  |                   |                   |                   |                   |           |           |              |              |              |              |  |  |        |        |        |        |
|  |                   |                   |                   |                   |           |           |              |              |              |              |  |  |        |        |        |        |
|  |                   |                   |                   |                   |           |           |              |              |              |              |  |  |        |        |        |        |
|  | Cleveland         | Cleveland         | 4                 | 4                 |           |           |              |              |              |              |  |  |        |        |        |        |
|  | Cleveland         | Cleveland         | 4                 | 4                 |           |           |              |              |              |              |  |  |        |        |        |        |
|  |                   |                   | Buffalo           | Buffalo           | 0         | 0         |              |              |              |              |  |  |        |        |        |        |
|  | New Haven         | New Haven         | Buffalo           | Buffalo           | 0         | 0         | 2            | 2            |              |              |  |  |        |        |        |        |
|  | New Haven         | New Haven         |                   |                   |           |           |              |              |              |              |  |  |        |        |        |        |
|  | Pittsburgh        | Pittsburgh        | 0                 | 0                 |           |           |              |              |              |              |  |  |        |        |        |        |
|  | Pittsburgh        | Pittsburgh        | 0                 | 0                 | New Haven | New Haven | 0            | 0            |              |              |  |  |        |        |        |        |
|  |                   |                   |                   |                   | New Haven | New Haven | 0            | 0            |              |              |  |  |        |        |        |        |
|  |                   |                   | Buffalo           | Buffalo           | 2         | 2         |              |              |              |              |  |  |        |        |        |        |
|  | Hershey           | Hershey           | Buffalo           | Buffalo           | 2         | 2         | 0            | 0            |              |              |  |  |        |        |        |        |
|  | Hershey           | Hershey           |                   |                   |           |           |              | 0            |              |              |  |  |        |        |        |        |
|  | Buffalo           | Buffalo           | 2                 | 2                 |           |           |              |              |              |              |  |  |        |        |        |        |
|  | Buffalo           | Buffalo           | 2                 | 2                 |           |           |              |              |              |              |  |  |        |        |        |        |
|  |                   |                   |                   |                   |           |           |              |              |              |              |  |  |        |        |        |        |

## Trophées

### Trophées collectifs
| Coupe Calder : Vainqueurs des séries                         | Barons de Cleveland |
| Trophée F.-G.-« Teddy »-Oke : Champions de la division Ouest | Barons de Cleveland |

### Trophées individuels
| Trophée Les-Cunningham : Meilleur joueur de la saison                                 | Carl Liscombe (Reds de Providence)      |
| Trophée Wally Kilrea : Meilleur pointeur                                              | Carl Liscombe (Reds de Providence)      |
| Trophée Dudley-« Red »-Garrett : Meilleure recrue                                     | Bob Solinger (Barons de Cleveland)      |
| Trophée Harry-« Hap »-Holmes : Gardien ayant la plus petite moyenne de buts encaissés | Aldege Bastien (Hornets de Pittsburgh ) |